# Проективный модуль
Проекти́вный мо́дуль — одно из основных понятий гомологической алгебры. С точки зрения теории категорий, проективные модули являются частным случаем проективных объектов.

## Определение
Модуль {\displaystyle P} над кольцом {\displaystyle A} (как правило, считаемым ассоциативным c единичным элементом), называется проективным, если для всякого гомоморфизма {\displaystyle g\colon P\to M} и эпиморфизма {\displaystyle f\colon N\to M} существует такой гомоморфизм {\displaystyle h\colon P\to N}, что {\displaystyle g=fh}, то есть данная диаграмма коммутативна:
Простейший пример проективного модуля — свободный модуль {\displaystyle F}. В самом деле, пусть {\displaystyle x_{1},x_{2},\ldots ,x_{i},\ldots } — элементы базиса модуля {\displaystyle F} и {\displaystyle g(x_{i})=y_{i}}. Поскольку {\displaystyle f} — эпиморфизм, можно найти такие {\displaystyle z_{i}}, что {\displaystyle f(z_{i})=y_{i}}. Тогда {\displaystyle h} можно определить, задав его значения на векторах базиса как {\displaystyle h(x_{i})=z_{i}}.
Для колец многочленов от нескольких переменных над полем любой проективный модуль является свободным.
В общем случае это не так, хотя легко доказать теорему о том, что модуль {\displaystyle P} проективен тогда и только тогда, когда существует такой модуль {\displaystyle K}, что прямая сумма {\displaystyle F=P\oplus K} свободна. В самом деле, если {\displaystyle P} есть компонента прямой суммы {\displaystyle F}, которая является свободным модулем, и {\displaystyle g\colon P\to M} — гомоморфизм, то {\displaystyle gp_{1}\colon F\to M} тоже гомоморфизм ({\displaystyle p_{1}} — проекция прямой суммы {\displaystyle F} на первое слагаемое {\displaystyle P}), а так как проективность свободных модулей нам известна, то существует гомоморфизм {\displaystyle h_{1}\colon F\to N}, такой, что {\displaystyle gp_{1}=fh_{1}}, отсюда {\displaystyle gp_{1}i_{1}=fh_{1}i_{1}}, где {\displaystyle i_{1}} — гомоморфизм включения {\displaystyle P\to F}, отсюда
{\displaystyle g=fh_{1}i_{1}\colon P\to M}
Обратно, пусть {\displaystyle P} — проективный модуль. Каждый модуль является гомоморфным образом свободного. Пусть {\displaystyle g\colon F\to P} — соответствующий эпиморфизм. Тогда тождественный изоморфизм {\displaystyle id\colon P\to P} будет равен {\displaystyle id=gh} для некоторого {\displaystyle h\colon P\to F}, так как {\displaystyle P} проективен. Любой элемент {\displaystyle F} тогда представим в виде
{\displaystyle x=hg(x)+(x-hg(x))\in \mathrm {Im} \,h\oplus \mathrm {Ker} \,g},
где {\displaystyle \mathrm {Im} \,h} изоморфно {\displaystyle P}.

## Свойства
- {\displaystyle P} проективен тогда и только тогда, когда для любого эпиморфизма {\displaystyle f\colon N\to M} индуцированный гомоморфизм {\displaystyle f_{*}\colon {\text{Hom}}(P,N)\to {\text{Hom}}(P,M)} является эпиморфизмом.
- {\displaystyle P} проективен тогда и только тогда, когда он переводит любую короткую точную последовательность {\displaystyle 0\to A\to B\to C\to 0} в точную последовательность {\displaystyle 0\to {\text{Hom}}(P,A)\to {\text{Hom}}(P,B)\to {\text{Hom}}(P,C)\to 0}.
- Прямая сумма модулей проективна тогда и только тогда, когда проективно каждое слагаемое.